# Mac Auisle
Mac Auisle fue un caudillo hiberno-nórdico, rey vikingo del reino de Dublín que posiblemente co-reinó con Halfdan de Dublín durante las ausencias de este en campañas vikingas. Hijo y único heredero del rey Auisle aparece en los Anales de Ulster sin nombre y murió en 883:
<…>el hijo de Auisle murió en manos del hijo de Iergne y la hija de Mael Sechnaill.
Chronicon Scotorum concreta que fue Ottár (posiblemente Ottir Iarla), hijo de Járnkné, y Muirgel hija de Máel Sechnaill mac Máele Ruanaid que planearon su muerte, pero no se ofrece el motivo.
Presuntamente, durante pocos meses Eoloir Jarnknesson (Ottár hijo de Járnkné, rodilla de hierro), se hizo con el trono de Dublín.